# Sarichioi
Sarichioi es una comuna ubicada en el distrito de Tulcea, Rumania.

## Superficie
Posee una superficie de 279,5 kilómetros cuadrados.

## Demografía
Hasta 2021 la población era de 5226 habitantes, con una densidad de población de 18,70 habitantes por kilómetro cuadrado.